# Apolinor Jiménez
Apolinor Jiménez (* 20. Januar 1944 in Paraguarí) ist ein ehemaliger paraguayischer Fußballspieler auf der Position des Torwarts. Er gewann im Laufe seiner aktiven Karriere sieben Meistertitel (sechs in Paraguay und einen in Mexiko).

## Leben
Jiménez durchlief den Nachwuchsbereich seines Heimatvereins Sudamérica de Paraguarí und erhielt seinen ersten Profivertrag Anfang 1962 beim Club Olimpia, bei dem er in zwei Etappen mehr als 15 Jahre unter Vertrag stand und mit dem er insgesamt sechs Meistertitel gewann.
1973 wechselte er in die mexikanische Primera División, wo er zunächst beim CD Cruz Azul und anschließend beim Puebla FC unter Vertrag stand.
Nach einer einjährigen Zwischenstation beim kolumbianischen Erstligisten Independiente Medellín kehrte Jiménez in sein Heimatland zurück, wo er 1979 beim Zweitligisten Capitán Figarí unter Vertrag stand, mit dem er auf Anhieb den Aufstieg in die erste Liga schaffte. Die nächsten fünf Spielzeiten verbrachte er erneut beim Club Olimpia, ehe er seine aktive Laufbahn 1985 beim argentinischen Erstligisten San Lorenzo ausklingen ließ.
Seit 2001 ist Jiménez als Torwarttrainer im Nachwuchsbereich des Club Libertad tätig.

## Erfolge
- Paraguayischer Meister (6): 1962, 1965, 1968, 1971, 1980 und 1982 (jeweils mit Olimpia de Asunción)
- Mexikanischer Meister (1): 1973/74 (mit Cruz Azul)